# Nikołajewska Szkoła Kawalerii
Nikołajewska Szkoła Kawalerii (w literaturze spotykana nazwa Nikołajewska Szkoła Kawaleryjska, Nikołajewska szkoła jazdy; ros. Николаевское кавалерийское училище) – rosyjska instytucja edukacyjna, istniejąca w Petersburgu, której ukończenie dawało absolwentom wykształcenie średnie specjalne (wojskowe - oficer kawalerii).

## Historia szkoły
Powstała w 1864 na bazie utworzonej w 1859 Nikołajewskiej Szkoły Gwardyjskich Junkrów (Николаевское училище гвардейских юнкеров), będącej z kolei spadkobiercą Szkoły Gwardyjskich Podchorążych i Junkrów Kawalerii (Школа гвардейских подпрапорщиков и кавалерийских юнкеров) powstałej w 1826 na bazie upowstałej 09 maja 1823 Szkoły Gwardyjskich Podchorążych (Школа гвардейских подпрапорщиков). 

## Komendanci szkoły
- 1823 - 1831 – pułkownik Paweł Pietrowicz I (Годейн Павел Петрович 1-й), generał major od 01.01.1826;
- 06.10.1831 - 11.04.1843 – generał major Konstantin Szlippenbach (Шлиппенбах Константин Антонович), generał porucznik od 11.04.1843;
- 1843 - 1863 – pułkownik Aleksandr Sutgof, generał piechoty (генерал от инфантерии) od 20.05.1868;
- 1863 - 1865 – pułkownik Jakow Siwers, generał porucznik od 08.11.1878;
- 15.09.1865 - 16.12.1873 – pułkownik Maksim Taube (Таубе Максим Антонович), generał artylerii (генерал от артиллерии) od 20.09.1900;
- 10.11.1874 - 02.01.1878 – generał major Wiktor Winberg;
- 09.02.1878 - 22.05.1890 – generał major Aleksandr Bulderling;
- 22.05.1890 - 10.05.1895 – generał major Jefim Rynkiewicz;
- 23.06.1895 - 22.06.1899 – generał major Pawieł Plewe (Плеве Павел Адамович);
- 07.08.1899 - 01.12.1903 – generał major Piotr Maszin (Машин Петр Александрович);
- 01.12.1903 - 03.04.1905 – generał major sztabu generalnego Fiodor Graznow;
- 21.04.1905 - 03.05.1910 – generał major (od 18.04.1910 generał porucznik) Lew de Witt (де Витт Лев Владимирович)
- 03.05.1910 - 06.10.1912 – generał major Jewgienij-Ludwig Miller (Миллер Евгений-Людвиг Карлович);
- 26.10.1912 - 03.1917 – generał major Mitrofan Marczenko;
- ? - ? – January Ulianowski (Уляновский Януарий Семенович)
- 07.07.1917 - ? – cz.p.o. pułkownik Nikanor Piericzenko, od 08.07.1917 - p.o., zatwierdzony na stanowisku od 01.11.1917 rozkazem z 19.01.1918;
- 1924 - 1926 (w Białej Cerkwi, Serbia) – Ignatij Czekatowski (Чекатовский Игнатий Игнатьевич)[3].

## Absolwenci szkoły
W nawiasie obok nazwiska podano rok ukończenia szkoły.

...
Polacy:

- Bronisław Czarnota de Bojary Bojarski;
- Czesław Dowbor-Muśnicki;
- Czesław Malinowski;
- Aleksander Romanowicz;
- Jan Sawicki;
- Stanisław Słupecki;
- Piotr Szymanowski;
- Andrzej Tupalski[4].